# Shinji Hashimoto
Shinji Hashimoto (橋本 真司, Hashimoto Shinji; 1956) é um produtor de jogos eletrônicos japonês na desenvolvedora Square Enix, tendo anteriormente trabalhado na companhia de brinquedos Bandai. Ele serve desde março de 2018 como um dos diretores executivos da Square Enix, além de produtor executivo em muitos dos títulos desenvolvidos pela empresa. Hashimoto também já atuou como produtor principal em diversos jogos das séries Final Fantasy e Kingdom Hearts.

## Trabalhos
| Ano  | Título                                             | Crédito(s)                              |
| ---- | -------------------------------------------------- | --------------------------------------- |
| 1986 | Mobile Suit Z Gundam: Hot Scramble                 | Marketing                               |
| 1995 | Front Mission                                      | Produtor                                |
| 1996 | Front Mission Series: Gun Hazard                   | Produtor executivo                      |
| 1996 | Treasure Hunter G                                  | Produtor                                |
| 1997 | Final Fantasy VII                                  | Produtor de publicidade                 |
| 1997 | Tobal 2                                            | Produtor executivo                      |
| 1997 | Front Mission 2                                    | Supervisor de projeto                   |
| 1997 | Einhänder                                          | Produtor executivo                      |
| 1999 | Final Fantasy VIII                                 | Produtor                                |
| 1999 | Chocobo Racing                                     | Produtor                                |
| 1999 | Parasite Eve II                                    | Conselheiro especial                    |
| 2000 | Driving Emotion Type-S                             | Produtor                                |
| 2000 | Final Fantasy IX                                   | Produtor                                |
| 2000 | Ehrgeiz                                            | Produtor executivo                      |
| 2000 | The Bouncer                                        | Produtor                                |
| 2002 | Kingdom Hearts                                     | Produtor                                |
| 2003 | Final Fantasy X-2                                  | Produtor de vendas e marketing          |
| 2003 | Front Mission 4                                    | Gerente executivo                       |
| 2003 | Fullmetal Alchemist and the Broken Angel           | Gerente executivo de vendas e marketing |
| 2004 | Star Ocean: Till the End of Time                   | Gerente geral                           |
| 2004 | Fullmetal Alchemist 2: Curse of the Crimson Elixir | Gerente executivo                       |
| 2004 | Kingdom Hearts: Chain of Memories                  | Produtor                                |
| 2005 | Dragon Quest Heroes: Rocket Slime                  | Executivo corporativo                   |
| 2005 | Kingdom Hearts II                                  | Produtor                                |
| 2006 | Dirge of Cerberus: Final Fantasy VII               | Vice presidente sênior                  |
| 2006 | Project Sylpheed                                   | Executivo corporativo                   |
| 2007 | The World Ends with You                            | Produtor executivo                      |
| 2007 | Final Fantasy Fables: Chocobo's Dungeon            | Produtor executivo                      |
| 2008 | Space Invaders Extreme                             | Produtor geral                          |
| 2008 | Kingdom Hearts Coded                               | Produtor executivo                      |
| 2008 | The Last Remnant                                   | Executivo corporativo                   |
| 2009 | Qix++                                              | Produtor geral                          |
| 2009 | Kingdom Hearts 358/2 Days                          | Produtor executivo                      |
| 2009 | Final Fantasy XIII                                 | Produtor executivo                      |
| 2009 | Puzzle Bobble Live!                                | Produtor e gerente geral                |
| 2010 | Kingdom Hearts Birth by Sleep                      | Produtor executivo                      |
| 2010 | Lufia: Curse of the Sinistrals                     | Produtor executivo                      |
| 2010 | Front Mission Evolved                              | Produtor                                |
| 2010 | The 3rd Birthday                                   | Produtor executivo                      |
| 2011 | Final Fantasy XIII-2                               | Produtor executivo                      |
| 2012 | Final Fantasy IV: The Complete Collection          | Produtor executivo                      |
| 2012 | Kingdom Hearts 3D: Dream Drop Distance             | Produtor executivo                      |
| 2013 | Final Fantasy All the Bravest                      | Produtor executivo                      |
| 2013 | Lightning Returns: Final Fantasy XIII              | Produtor executivo                      |
| 2013 | Final Fantasy X/X-2 HD Remaster                    | Produtor executivo                      |
| 2016 | Kingsglaive: Final Fantasy XV                      | Produtor                                |
| 2016 | World of Final Fantasy                             | Produtor                                |
| 2016 | Final Fantasy XV                                   | Produtor                                |
| 2017 | Kingdom Hearts HD 2.8 Final Chapter Prologue       | Produtor executivo                      |
| 2017 | Final Fantasy XII: The Zodiac Age                  | Produtor executivo                      |
| 2018 | Dissidia Final Fantasy NT                          | Produtor executivo                      |
| 2019 | Left Alive                                         | Produtor                                |
| 2019 | Kingdom Hearts III                                 | Produtor executivo                      |
| 2020 | Final Fantasy VII Remake                           | Produtor executivo                      |